# Torneo Nacional de Clubes 2009
El Torneo Nacional de Clubes de 2009 fue la décimo-sexta edición del torneo organizado por la Unión Argentina de Rugby que reúne a los mejores clubes de la URBA y del Torneo del Interior. Se llevó a cabo el 21 y 28 de noviembre de 2009.
A partir de este temporada, la Unión Argentina de Rugby decidió reintroducir el Torneo del Interior al sistema de competencias de clubes como el eslabón entre los torneos regionales y el Nacional de Clubes. Con motivo de esto, el Nacional de Clubes pasó a reducirse de 24 a 8 equipos participantes, dejando de lado la fase de grupos y comenzando a disputarse en la etapa de cuartos de final. Debido al impacto de la pandemia de gripe A (H1N1), el torneo debió reducirse una vez más antes de su comienzo, con solo 4 equipos participantes y empezando en la instancia de semifinales.
En la final del torneo se enfrentaron Hindú, campeón del Top 14 de la URBA, y Duendes de Rosario, campeón del Torneo del Interior A, repitiendo la final de la temporada 2003 que resultó en una victoria del Elefante por 31-27. En esta ocasión, el conjunto rosarino fue el que se quedó con el campeonato tras imponerse por 28-18, obteniendo así su segundo título en la historia del torneo y convirtiéndose en el primer equipo en ganar el Torneo del Interior y el Nacional de Clubes en una misma temporada. Pedro Escalante anotó tres tries en el partido decisivo y fue elegido como el mejor jugador de la final.

## Equipos participantes
Clasificaron al torneo cuatro equipos: los finalistas del Top 14 de la URBA 2009 y los finalistas del Torneo del Interior A 2009.
| Club                     | Vía de clasificación                       | Unión de origen                |
| ------------------------ | ------------------------------------------ | ------------------------------ |
| Hindú                    | Campeón del Top 14 de la URBA 2009.        | Unión de Rugby de Buenos Aires |
| CASI                     | Subcampeón del Top 14 de la URBA 2009.     | Unión de Rugby de Buenos Aires |
| Duendes                  | Campeón del Torneo del Interior A 2009.    | Unión de Rugby de Rosario      |
| Universitario de Tucumán | Subcampeón del Torneo del Interior A 2009. | Unión de Rugby de Tucumán      |

## Semifinales
Las semifinales se disputaron a una sola vuelta, con el campeón de la URBA enfrentando al subcampeón del Torneo del Interior A, y viceversa. Los campeones actuaron de locales en ambos partidos.
| 21 de noviembre | Hindú | 15 - 0  | Universitario de Tucumán | Hindú Club, Don Torcuato                |                                         |
|                 |       | Reporte |                          | Árbitro(s): Martín Rodríguez (Santa Fe) | Árbitro(s): Martín Rodríguez (Santa Fe) |

| 21 de noviembre | Duendes | 38 - 22 | CASI | Duendes Rugby Club, Rosario        |                                    |
|                 |         | Reporte |      | Árbitro(s): Omar Alcocer (Tucumán) | Árbitro(s): Omar Alcocer (Tucumán) |

## Final
La final también se disputó a partido único, con la localía siendo definida por sorteo.
| 28 de noviembre | Duendes | 28 - 18 | Hindú | Duendes Rugby Club, Rosario          |                                      |
|                 |         | Reporte |       | Árbitro(s): Javier Mancuso (Córdoba) | Árbitro(s): Javier Mancuso (Córdoba) |

| Bandera de la Provincia de Santa Fe |
| Duendes Campeón                     |
| Segundo título                      |